# Tamara Tichonova
Tamara Ivanovna Tichonova (cirillico Тамара Ивановна Тихонова; Kovalëvo, 13 giugno 1964) è un'ex fondista sovietica, vincitrice di varie medaglie olimpiche e iridate.

## Biografia
In Coppa del Mondo ottenne il primo risultato di rilievo il 24 marzo 1984 a Murmansk (20ª) e l'unica vittoria, nonché primo podio, il 16 dicembre 1987 a Bohinj.
In carriera prese parte a un'edizione dei Giochi olimpici invernali, Calgary 1988 (2ª nella 5 km, 5ª nella 10 km, 1ª nella 20 km, 1ª nella staffetta), e a tre dei Campionati mondiali, vincendo cinque medaglie.

## Palmarès

### Olimpiadi
- 3 medaglie:
  - 2 ori (20 km[1], staffetta[1] a Calgary 1988)
  - 1 argento (5 km[1] a Calgary 1988)

### Mondiali
- 5 medaglie:
  - 2 ori (staffetta[1] a Seefeld in Tirol 1985; staffetta[1] a Val di Fiemme 1991)
  - 1 argento (staffetta[1] a Lahti 1989)
  - 2 bronzi (10 km[1] a Lahti 1989; 10 km[1] a Val di Fiemme 1991)

### Coppa del Mondo
- Miglior piazzamento in classifica generale: 3ª nel 1989
- 6 podi (tutti individuali[2])[3]:
  - 1 vittoria
  - 4 secondi posti
  - 1 terzo posto

#### Coppa del Mondo - vittorie
| Data             | Località | Nazione    | Spec.    |
| ---------------- | -------- | ---------- | -------- |
| 16 dicembre 1987 | Bohinj   | Jugoslavia | 10 km TL |

Legenda:

TL = tecnica libera